# Sutura esfenofrontal
La sutura esfenofrontal es la sutura del cráneo entre el hueso esfenoides y el hueso frontal.

## Imágenes adicionales

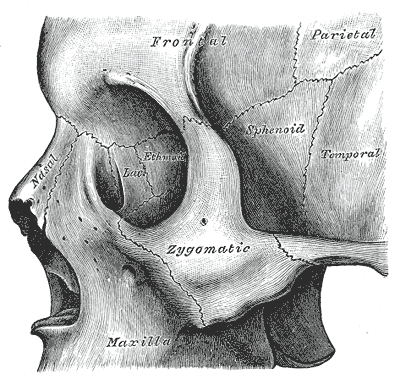
Detalle de cabeza ósea, vista lateral.
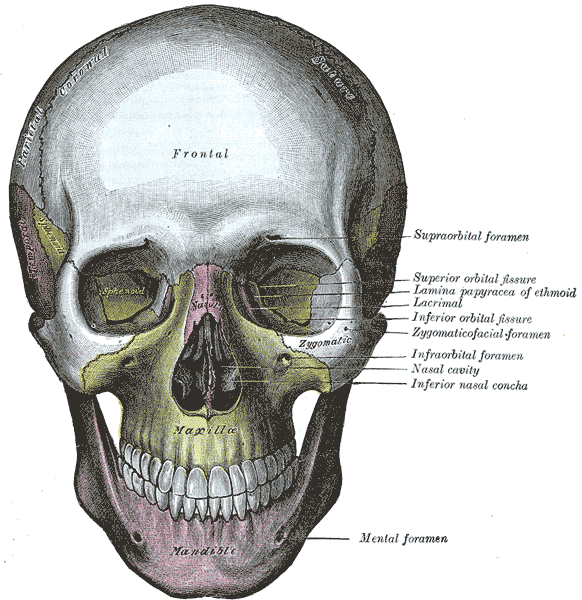
Cabeza ósea, vista frontal.
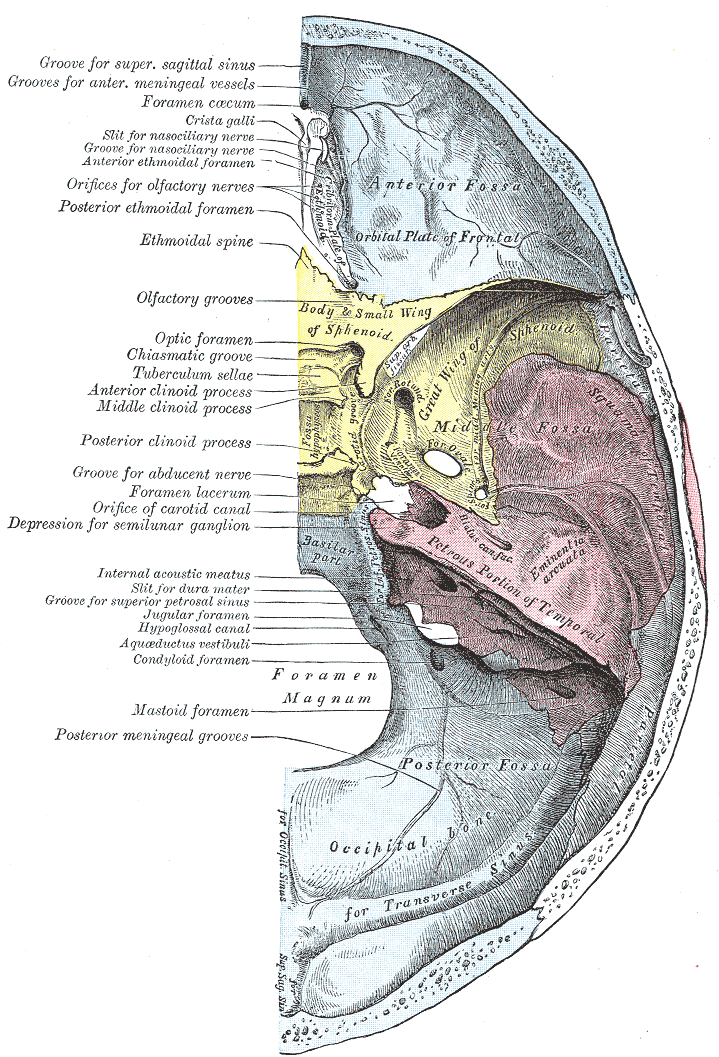
Base del cráneo. Superficie superior.